# Bis(pinakoláto)dibor
Bis(pinakoláto)dibor (zkráceně B2pin2, kde pin = pinakol) je chemická sloučenina obsahující dva atomy boru a dva pinakolátové ligandy. Jedná se o bezbarvou pevnou látku rozpustnou v organických rozpouštědlech, která se používá na přípravu pinakolboronových esterů využívaných v organické syntéze. Na rozdíl od jiných sloučenin diboru není B2pin2 citlivý na vlhkost a lze jej skladovat za přístupu vzduchu.

## Příprava a struktura
Tuto sloučeninu lze získat reakcí tetrakis(dimethylamino)diboru s pinakolem v kyselém prostředí. Délka vazeb B-B činí 171,1(6) pm.
Jinou možnost představuje dehydrogenace pinakolboranu:
2 (CH3)4C2O2BH → (CH3)4C2O2B-BO2C2(CH3)4 + H2

## Reakce
Vazby B-B se adují na alkeny a alkyny za tvorby 1,2-diborylovaných alkanů a alkenů. Pomocí různých organorhodiových nebo organoiridiových katalyzátorů je lze také navazovat na nasycené uhlovodíky:
CH3(CH2)6CH3 + [pinB]2 → pinBH + CH3(CH2)7Bpin
Tyto reakce probíhají přes borylové komplexy.